# Stożkówka prążkowanotrzonowa

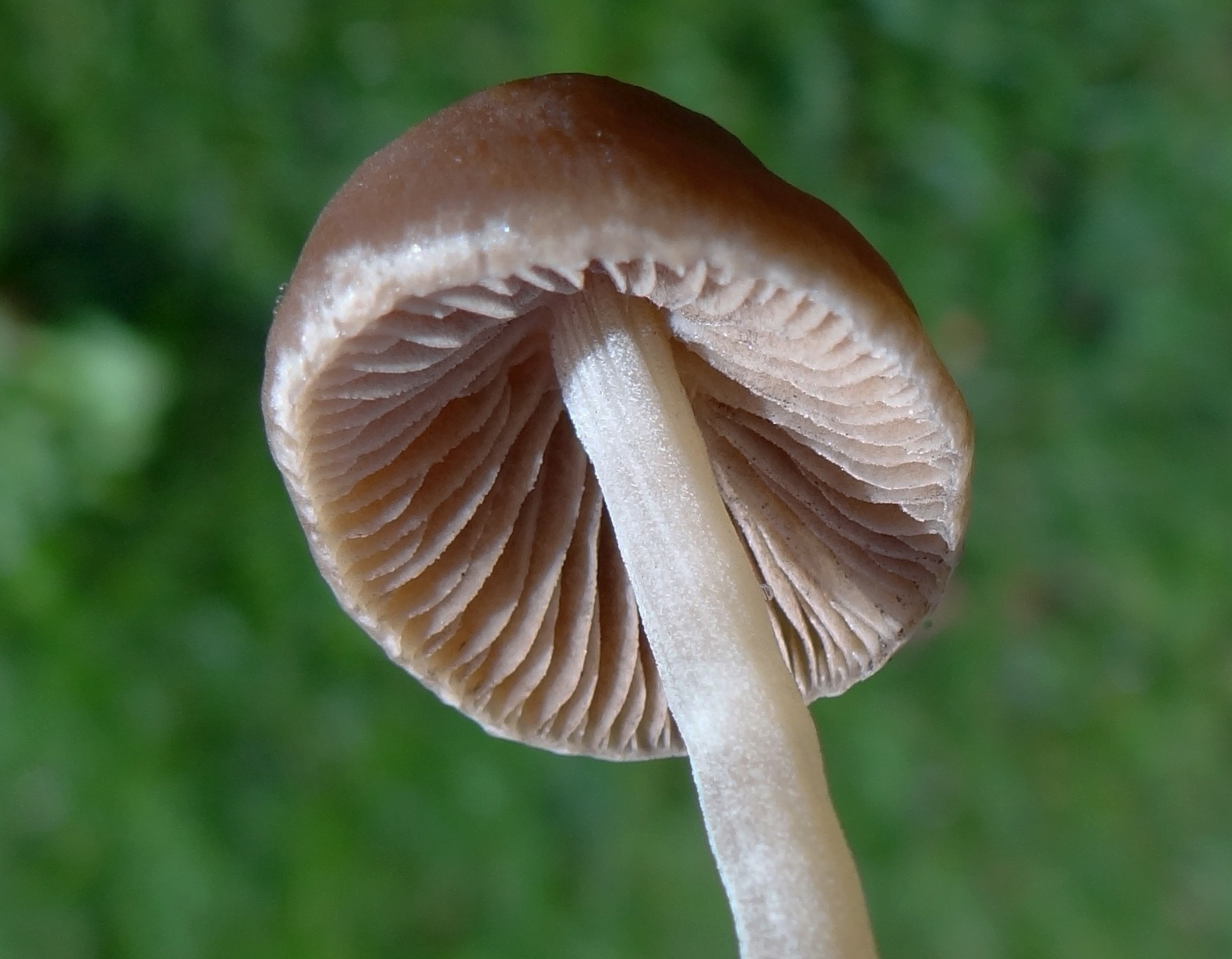

Stożkówka prążkowanotrzonowa (Conocybe striipes (Cooke) S. Lundell) – gatunek grzybów z rodziny gnojankowatych (Bolbitiaceae).

## Systematyka i nazewnictwo
Pozycja w klasyfikacji według Index Fungorum: Conocybe, Bolbitiaceae, Agaricales, Agaricomycetidae, Agaricomycetes, Agaricomycotina, Basidiomycota, Fungi.
Po raz pierwszy opisał go w 1885 r. Mordecai Cubitt Cooke nadając mu nazwę Agaricus striipes. Obecną, uznaną przez Index Fungorum nazwę nadał mu Seth Lundell w 1953 r.
Synonimy:
- Agaricus striipes Cooke 1885
- Naucoria striipes (Cooke) Sacc. 1887
- Pholiotina striipes (Cooke) M.M. Moser 1967[2].

Polską nazwę zaproponował Władysław Wojewoda w 2003 r.

## Morfologia
Kapelusz
Średnica (0,7)1,5–6 cm, początkowo dzwonkowaty do stożkowato-tępego, potem bardziej rozłożysty. W stanie suchym całkowicie szorstko-owłosiony, rzadko prawie gładki. Jest higrofaniczny; w stanie wilgotnym powierzchnia matowa lub lekko błyszcząca, brązowa, kakaowa do płowożółtej w kierunku środka, nieco jaśniejsza ku brzegom, w stanie suchym żółta, złocistojasna, karmelowa do prawie pomarańczowoszarej, ku brzegowi przechodząca w ochrowożółtą do rdzawożółtej. Brzeg w stanie wilgotnym drobno i delikatnie prążkowany, następnie prosty, z prześwitującymi smugami.
W eksykatach cały owocnik jest żółty, rdzawożółty do ciemnobrązowego.
Blaszki
Wąsko przyrośnięte do zbiegających na trzon, lekko brzuchate, o szerokości 2–4,5 mm, gęste, początkowo rdzawożółte, potem blado żółtobrązowe, z lekko ząbkowanymi ostrzami.
Trzon
Wysokość (1,2) 3–9 cm, grubość 0,2–0,8 cm, równy, często lekko wygięty, bardzo kruchy, początkowo komorowaty, potem pusty. Powierzchnia całkowicie grubo oprószona, wzdłużnie prążkowane na całej długości lub gładka przy wierzchołku, wydzielająca kropelki, czysto białe do białawych i błyszczące. Starsze okazy z jedwabiście białą podstawą.
Miąższ
Cienki, kruchy, białawy, o słabym, słodkawym zapachu i łagodnym smaku.
Cechy mikroskopowe
Podstawki z 4 sterygmami, 15–22 × 6–9 µm. Zarodniki w widoku z przodu jajowate, z boku, elipsoidalne do migdałowatych, z pogrubioną ścianą, ze znajdującymi się na środku małymi, ale wyraźnymi porami rostkowymi, żółte, ochrowożółte do pomarańczowożółtych w KOH, średnio 4,1–4,8 µm. Cheilocystydy liczne, często lancetowate, wąsko wrzecionowato-brzuszne, do wąsko butelkowatych, z długą tępą szyjką, często z przegrodami, duże, 15–55(62) × 5–9 µm. Pleurocystyd brak. Kaulocystydy liczne, często w pęczkach, lancetowate, czasem cylindryczne do maczugowatych, o długości do 120 µm. Szkieletocystydy liczne, septowane. Pileocystydy utworzone z elementów kulisto-szypułkowanych lub szeroko maczugowatych o wymiarach 10–40 × 10–20 µm. W strzępkach brak sprzążek.
Gatunki podobne
Stożkówka prążkowanotrzonowa charakteryzuje się mocnym, higrofanicznym, bladobrązowym kapeluszem, szorstkim w środku i oprószonym, brakiem częściowej osłony, oprószonym na całej wysokości białym trzonem, małymi zarodnikami i często lancetowatymi cystydami. Stożkówka kremowoochrowa (Conocybe pygmaeoaffinis) różni się m.in. jaśniejszym kapeluszem i dłuższymi zarodnikami

## Występowanie i siedlisko
Stożkówka prążkowanotrzonowa występuje tylko w Europie. Najwięcej stanowisk podano w Wielkiej Brytanii i na Półwyspie Skandynawskim. W Polsce po raz pierwszy stanowisko tego gatunku podał W. Wojewoda w Ogrodzie Botanicznym w Krakowie w 1962 r. W 2020 r. podano jego występowanie także w parku pałacowym w Poznaniu-Radojewo (jako Pholiotina striipes).
Naziemny grzyb saprotroficzny. Występuje na terenach trawiastych, trawnikach, pastwiskach, ogrodach, parkach, cmentarzach, zagajnikach, zaroślach, lasach liściastych i na skrajach lasów.